# Uppåkra (fyndplats)

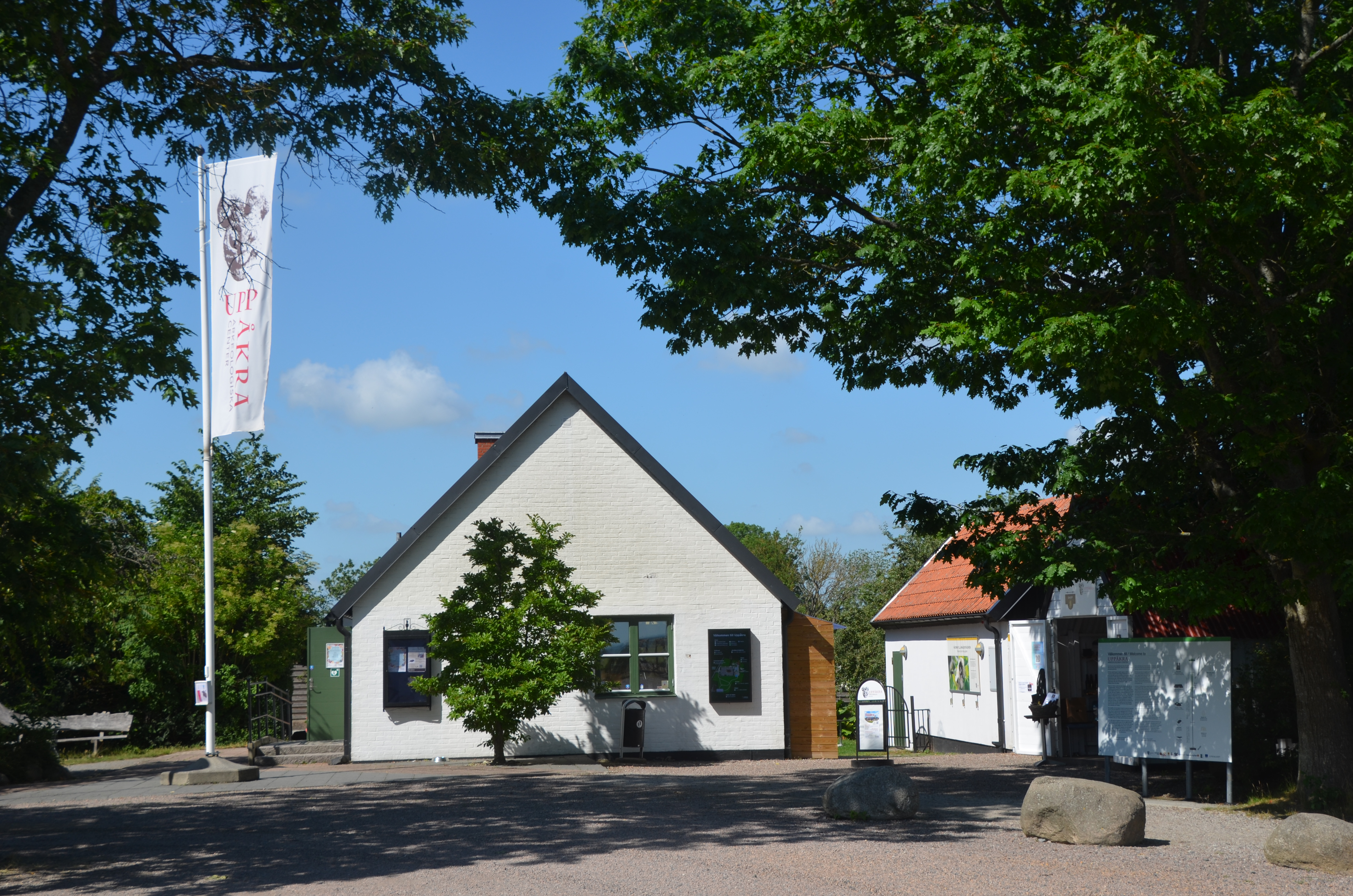
Uppåkra Arkeologiska Center

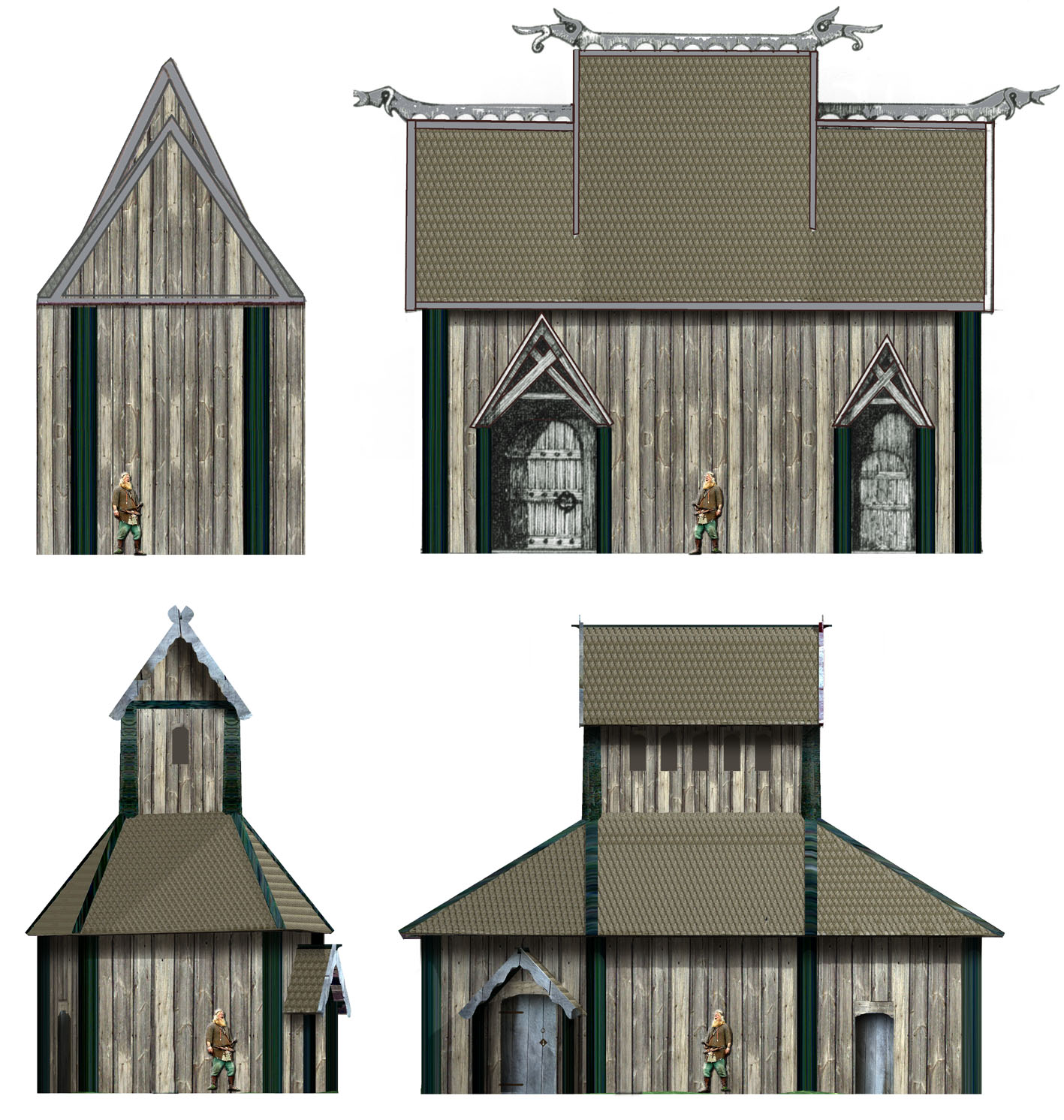
Två olika rekonstruktioner av templet i Uppåkra.

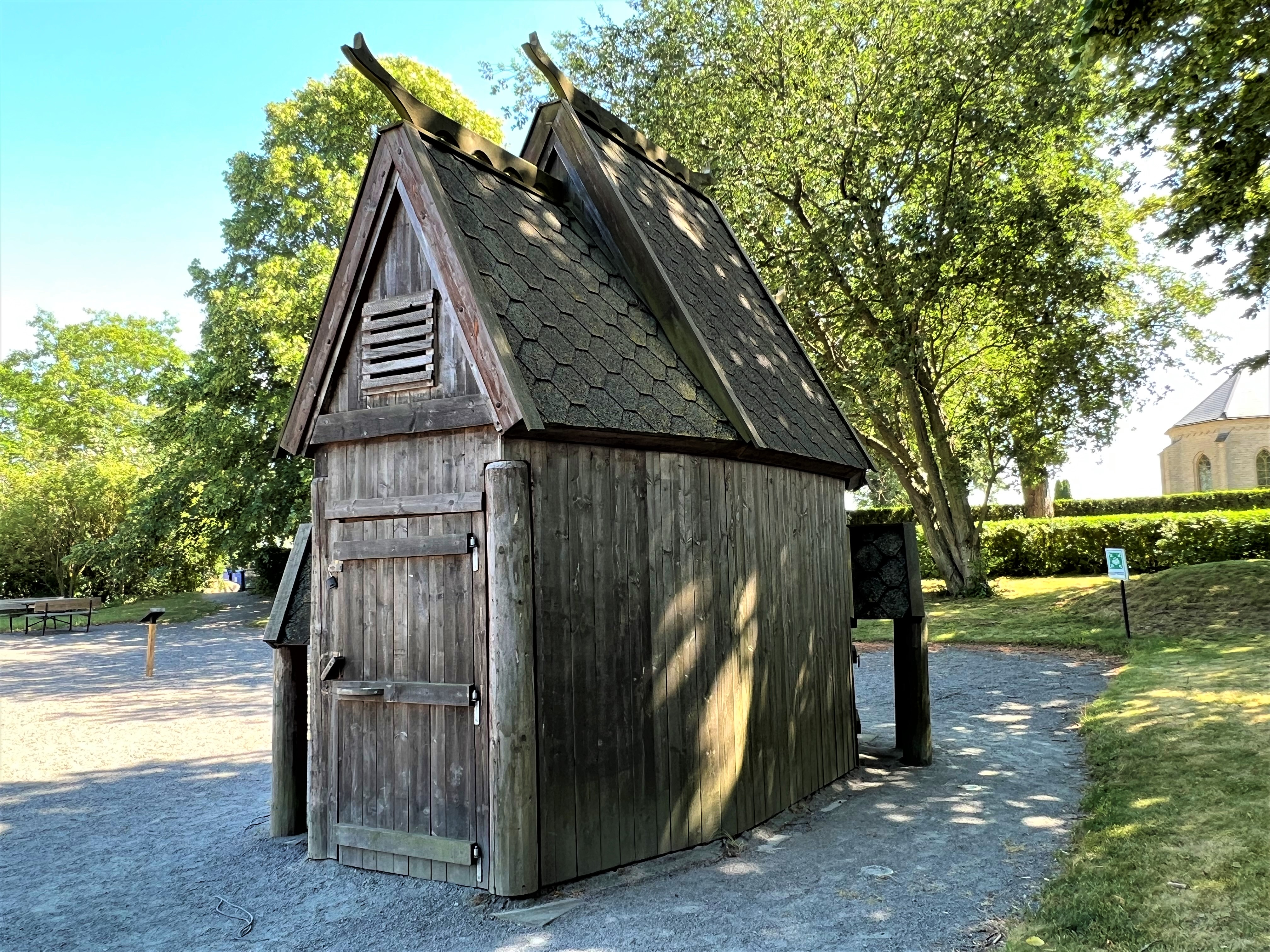
Skalmodell av templet eller kulthuset, uppfört i skala 1:3.

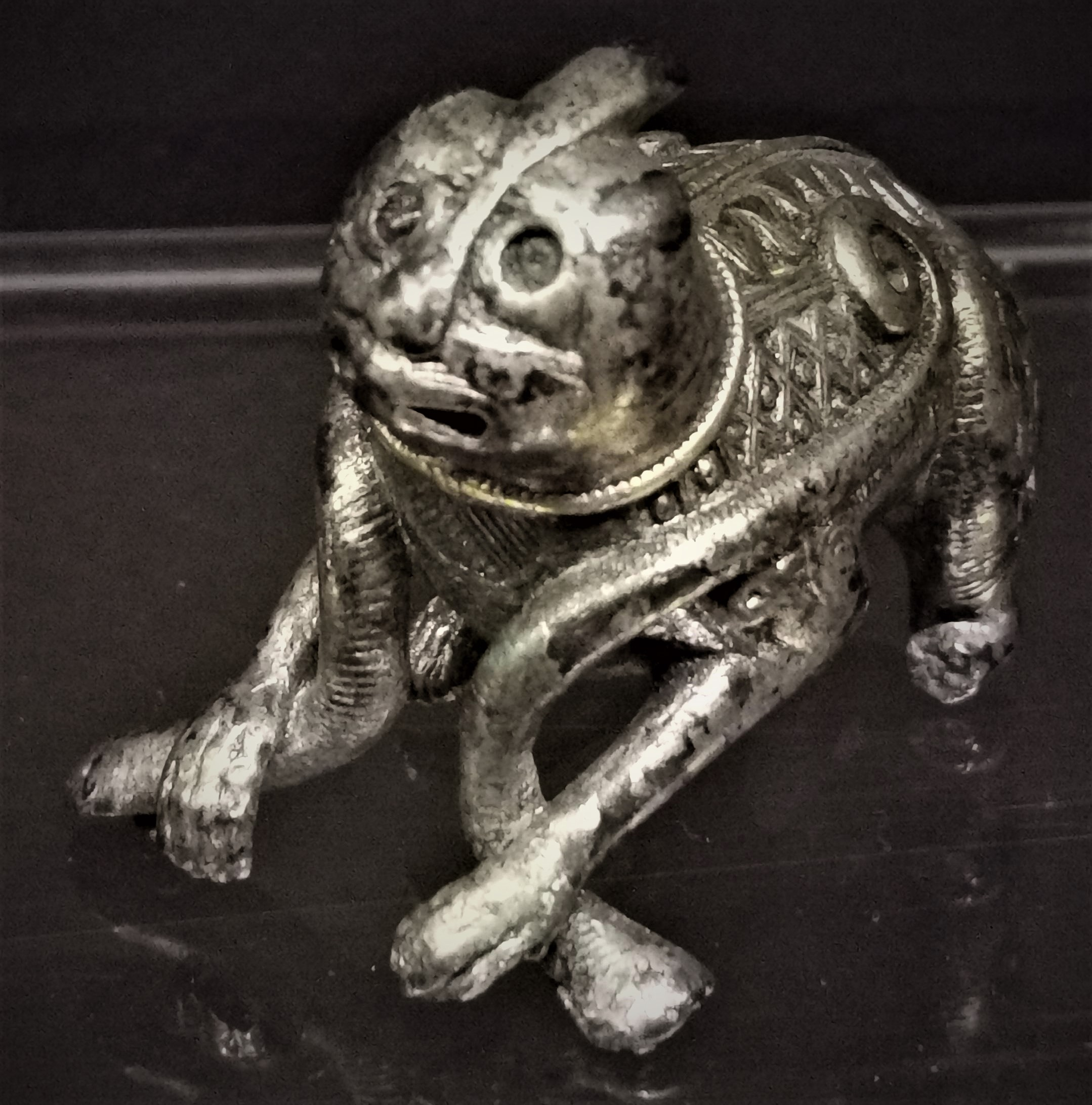
Liten statyett av ett fyrfota djur som kämpar mot ormar.

Fyndplatsen Uppåkra är en stor järnåldersboplats med centrala funktioner i järnålderns samhälle i nuvarande Staffanstorps kommun i Skåne, nära den nutida byn Uppåkra. Här har framkommit en stor mängd fynd främst från järnåldern. Arkeologerna bedömer att det i Uppåkra legat en stadsliknande bosättning på runt 40 hektar (0,4 km²). Platsen har varit bebyggd från omkring 100 e.Kr. till slutet av 900-talet eller in på 1000-talet. Kulturlagren är mellan en halv och två meter djupa, vilket tyder på att området nyttjats intensivt under lång tid. Utgrävningar har hittat spår av en tempelbyggnad i trä, som stått där i många århundraden och vid behov byggts om och reparerats. Särskilt i anknytning till tempelplatsen har man funnit många guldgubbar.
De första fynden i Uppåkra fann man 1934, när ett prästlöneboställe skulle byggas. Det äldsta fyndet på platsen är en 4 000 år gammal grav. Det visar att platsen har använts kontinuerligt under mycket lång tid.
År 1990 väckte några arkeologiintresserade amatörer från Bornholm intresset att få undersöka området med metalldetektorer. Tillsammans med arkeologiska institutionen vid Lunds universitet gjordes en sådan metallsökning som omedelbart resulterade i mängder med fynd i det av plogen omrörda övre jordlagret. Fyndens mångfald och karaktär indikerade ett betydande maktcentrum. Med ekonomisk hjälp från Gad Rausing har utgrävningar därefter gjorts under flera år, varvid bland annat rester efter ett förkristet tempel och en större hallbyggnad grävts fram strax söder om den nuvarande kyrkan. 
Fler än 28 000 metallföremål har hittats – brons, guld och silver blandat med offerben från djur och människor. Fynden tas om hand, förvaltas och visas av Historiska museet i Lund i en fast utställning som kallas Barbaricum. Ett föremål som liknar Musse Pigg har fått en särskild plats på museet och fungerar som uppmärksamhetskapande dragplåster och Uppåkra arkeologiska centers logotyp. Det är ett litet smycke som förmodligen föreställt ett lejonhuvud men som förvanskats av tidens tand.

## Den äldre stadslika bosättningen
Uppåkra är känd för arkeologiska utgrävningar med osedvanligt många och exklusiva fynd från järnåldern, då det låg en stadsliknande bosättning på runt 40 hektar. Uppåkra kan ha varit en av Skandinaviens största och mest långvariga järnåldersbosättningar av stadsliknande slag. Utgrävningarna har gett många fynd. Uppåkra var betydligt större och mer långvarigt (drygt 1000 år) än det delvis samtida Birka på Björkö (7 hektar under ca 200 år).
Det finns många teorier om varför det betydande vikingatida Uppåkra flyttades till Lund, som att det berodde på försvarsskäl efter att ha blivit nedbränt, och på Lunds läge vid en viktig landsvägskorsning, på mark som inte hörde till någon by och intill en viktig källa och kultplats. Flytten sätts i samband med att Skåne kristnades och att Danmark enades under en gemensam kung.

## Uppåkrabrakteaterna

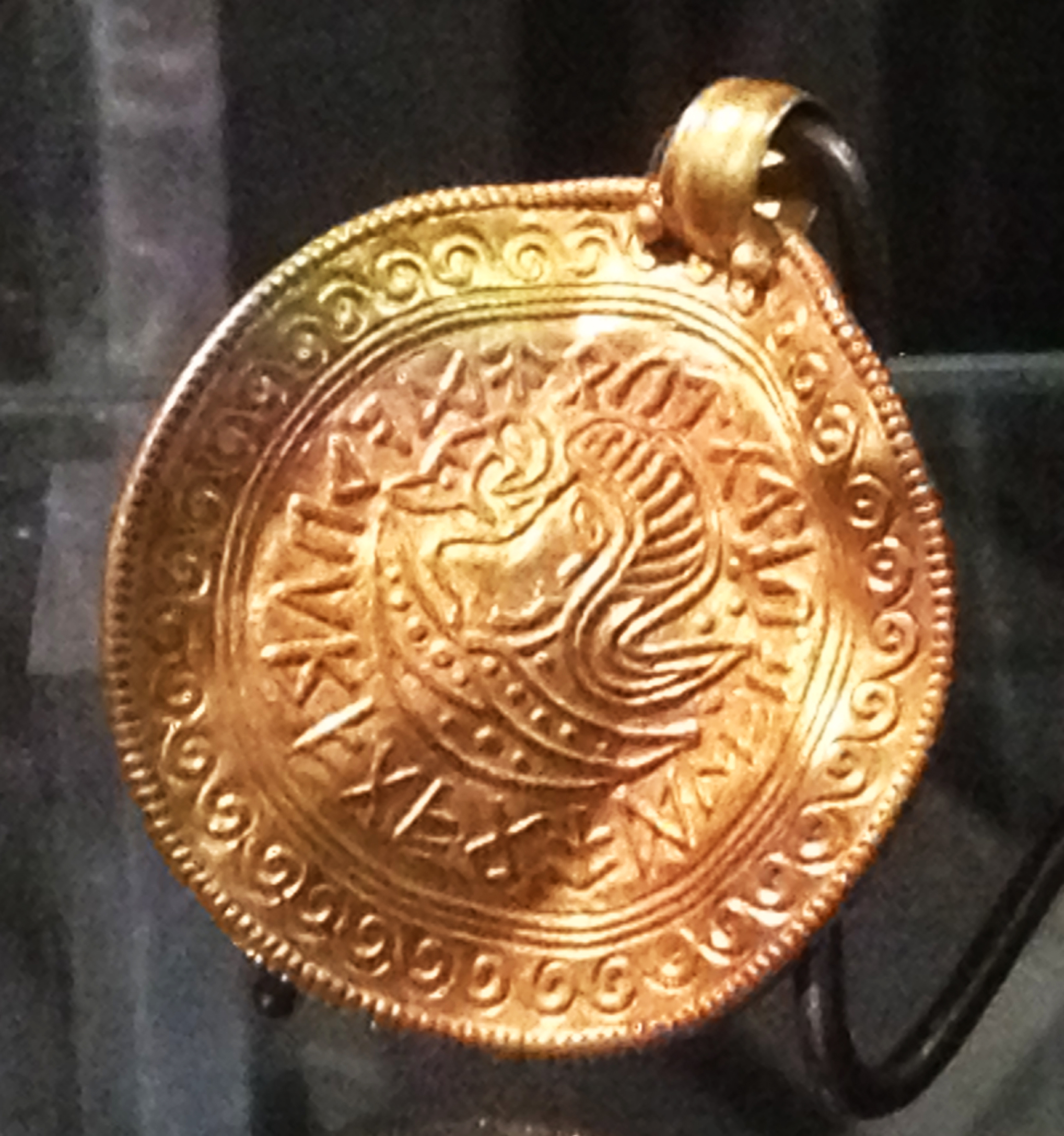
En av de tre uppåkrabrakteaterna, som finns i Guldrummet på Historiska museet i Stockholm.

I samband med utgrävningar i Uppåkra har man hittat tre brakteater, varav två hela och ett fragment. Alla tre har runinskrifter, som ännu inte tillförlitligt kunnat tolkas.

## Templet
Spår av ett kulthus eller tempel har hittats i form av stolphål, samt flera golvlager som visar att templet byggts om flera gånger. Materialet har varit trä som stått nedgrävt i marken. Platsen där templet stått är inte skadat av senare bebyggelse, varför man med ledning av stolphålens grovlek och djup kunnat göra rekonstruktioner av dess utseende. 
Byggnaden är inte stor, endast 13 meter lång och 6,5 meter bred. Den har haft svagt krökta långväggar av grova, stående ekplank, eller "stavar", liknande en stavkyrkas, vilka grävts ner i en ränna i jorden på mer än en meters djup. I varje hörn av huset har stått en stolpe som varit nedgrävd till ansenligt djup. Byggnadens mittparti, som stått fristående från ytterväggarna, har utgjorts av fyra enorma trästolpar. Hålen till dessa är ovanligt vida och djupet mycket anmärkningsvärt, mer än två meter.
Byggnaden har haft tre ingångar, två i söder och en i norr. Varje öppning har inramats av kraftiga sidstolpar och den sydvästra har dessutom haft ett framskjutet parti. Denna ingång bör därför ha varit templets huvudingång.
I väggrännan och i stolphålen hittade utgrävarna 122 guldgubbar, lövtunna små guldbleck med inpräglade människofigurer. Storleken gör att dessa guldbleck inte kan ha tjänat som till exempel handelsguld utan bör ha haft med den dåtida kulten att göra. Att de påträffats i så stor mängd i nedgrävningarna för Uppåkratemplets stolpar och väggplankor har tolkats som att man offrat dessa guldgubbar i samband med uppförandet av templet. En alternativ tolkning är att de var dekorativa och glittrande i skenet från elden. Några gulgubbar påträffade i Uppåkra är stämpelidentiska med guldgubbar påträffade i Sorte Muld och Lundeborg på östra Fyn.

### Konstruktion

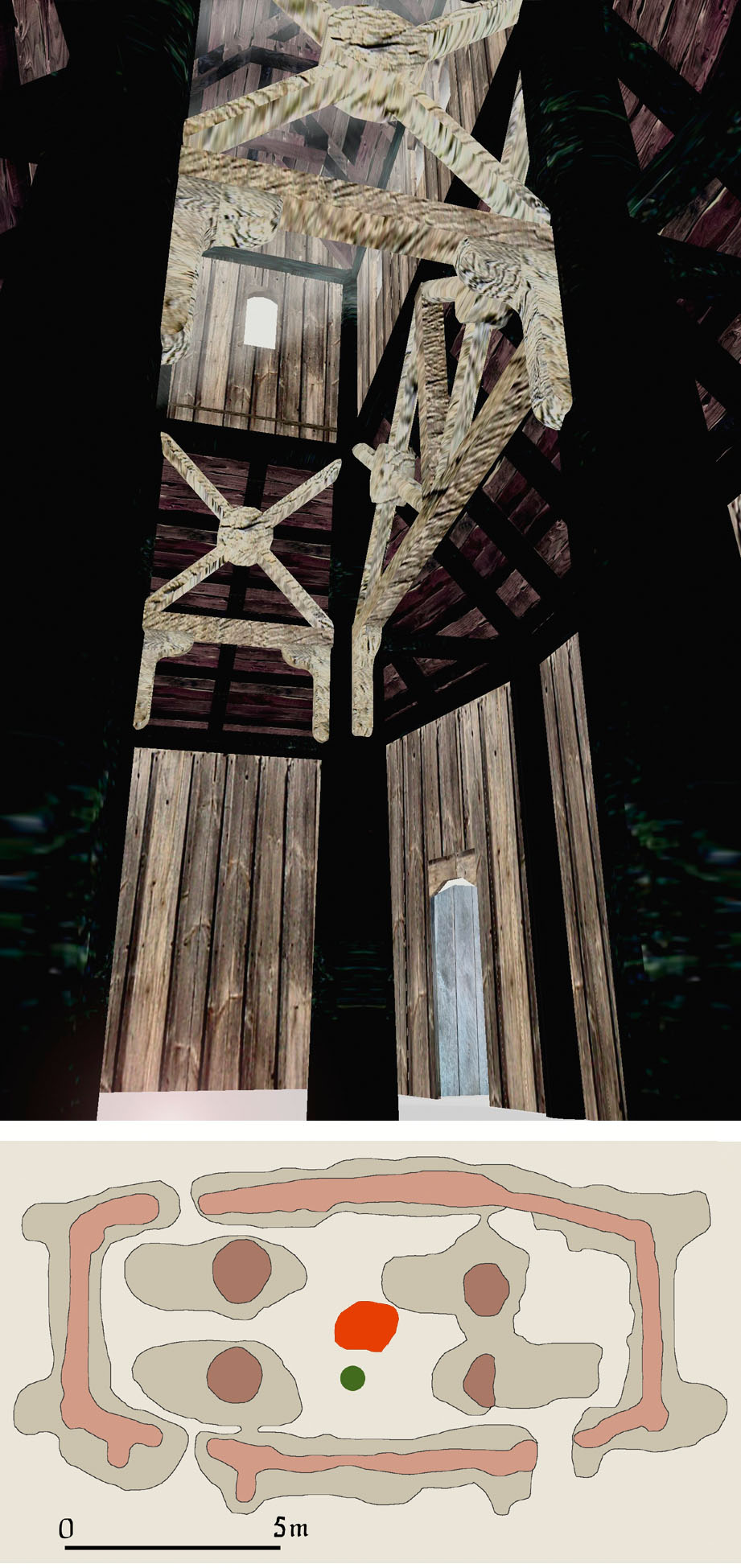
Överst interiör efter Foteviksmodellen. Underst en plan som bland annat visar härden (rött) och fyndplatsen för bägaren och glasskålen (grönt).

Byggnadens ytterväggar var byggd av stavar av kluvna trädstammar med mycket kraftiga hörnstolpar. Det är samma teknik som har använts i kristna stavkyrkor i Lund från cirka 1050. De lodrätta plankorna  inpassades ovan  i en horisontell lagd trästock som kallas för lejd, som vilade på hörnstolparna. Nedåt förankrades stavarna i en djup ränna som väggarna sattes ner i. Väggrännans djup och de stora djupa hålen för hörnstolparna visar att ytterväggarna var höga. Hålens storlek har att göra med att de skulle stabilisera ytterväggen för sidobelastningar som kunde orsaka att väggarna rasade. I gotländska Hemse hittades väggstavar bevarade som var av tre meters längd från en gammal träkyrka.Templets ytterväggar kan ha varit fyra meter över markytan.
Yttertaket har troligen varit beklätt med kraftiga träspån. Takets lutning har troligtvis varit tämligen brant mellan ytterväggarna. Från långvägg till tornvägg bör detta ha höjt sig drygt två meter. De fyra hörnstolparna i kulthusets mitt har varit stommen i mittornet. Hur högt har själva tornet varit? Två meter djupa stolphål för mittstolparna tyder på en kraftig konstruktion. De fyra stolparna i kvadrat kan ha stagats med ett kryssverk. Om stolparna var tio meter kan tornets väggar höjt sig drygt tre meter över långhusets takås. Denna tolkning, Foteviksmodellen  av templet publicerades 2004. En tolkning utan torn på byggnaden, Lundamodellen, publicerades 2006. De fyra mittstolparnas kraftiga dimensioner och deras två meter djupa hål ses som en förstärkning för ytterväggarna som har tolkats vara närmare sex meter höga i denna rekonstruktion.

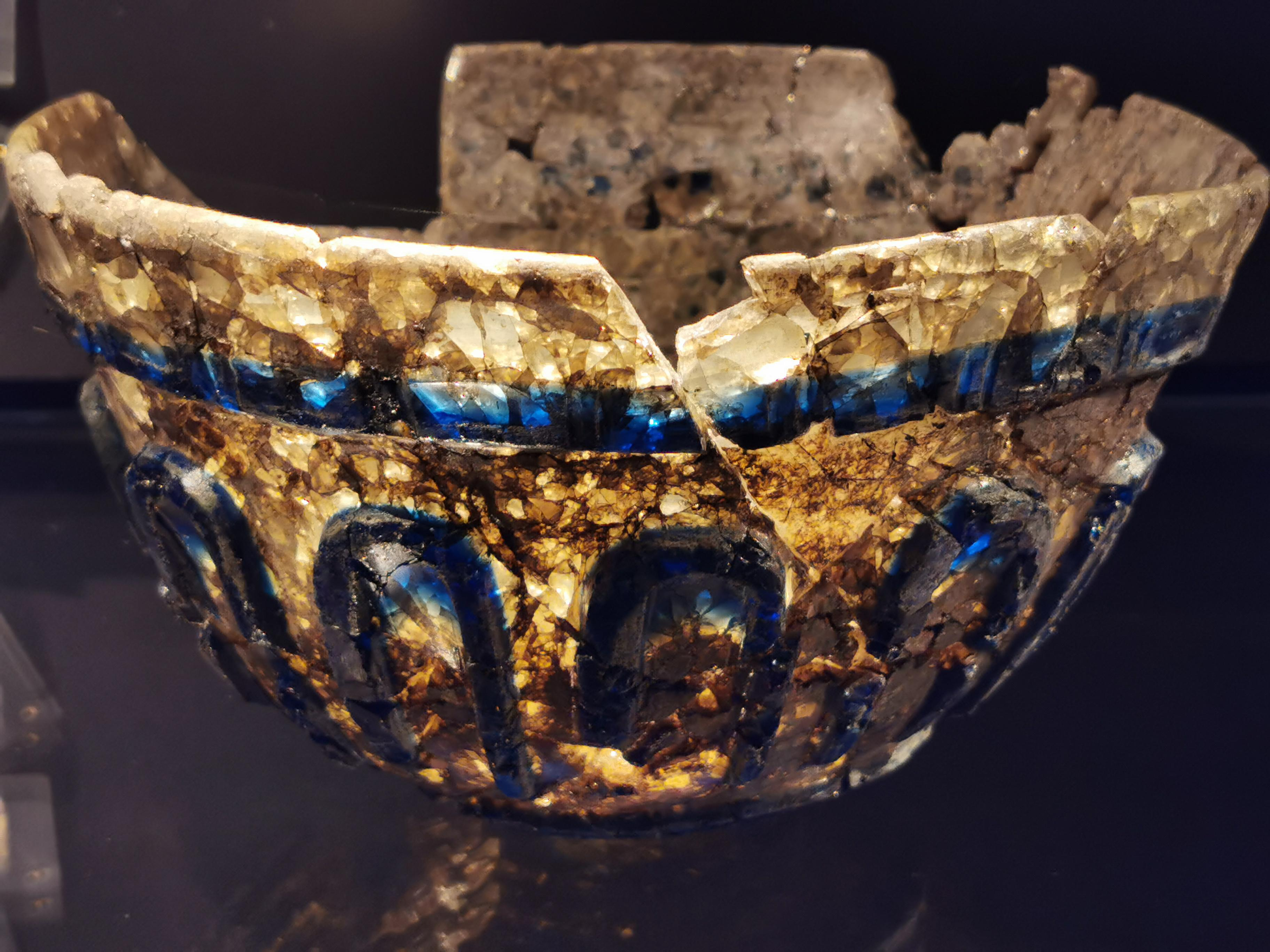
Glasskålen.

### Fynd inuti templet
Inne i templet har man utöver en stor mängd guldgubbar påträffat en bronsbägare och en glasskål. Den ca 20 cm höga bägaren är dekorerad med band av tunna guldbleck med instämplade bilder.
Glasskålen har två lager av olika glasmassa ett med ofärgat och ett blått glas. Skålen har dateras till omkring 500-talet. Den har  troligen tillverkats i området norr om Svarta havet. Man tror att bägaren och skålen har använts rituellt.

## Hallen
I närheten av templet finns spår av ett 40 meter långt långhus, en hallbyggnad som har tolkas som Uppåkras hövdingasäte. Huset har brunnit ner, med  människor inuti. Troligen var de döda redan innan huset brann. 

## Gullåkra mosse
Gullåkra mosse är en våtmark ungefär 2 km från Uppåkra. Mossen har använts som offerplats. I den har man hittat vapen, smycken och andra föremål från järnåldern men även en bronslur (Gullåkraluren) och föremål från stenåldern, vilket pekar på mossen som en viktig offerplats under mycket lång tid. Den religiösa kulten hade flera olika former.

## Historiska belägg
Det forntida Uppåkra nämns inte i historiska dokument som fallet är med Lejre i Danmark och Gamla Uppsala i Sverige. I Egil Skallagrimssons saga beskrivs hur Egil vid mitten av 900-talet, på färd från Baltikum genom Öresund, plundrar en rik köpstad vid namn Lund. Staden låg en bit in i landet och var omgiven av en träborg. Uppgiften kan åsyfta Uppåkra men då sagan nedtecknas först på 1100-talet anses den vara osäker som källa. Namnet Uppåkra nämns för första gången 1085 i Knut den heliges gåvobrev till Lunds domkyrkokapitel. I detta skänks det följande: "I södra Uppåkra 4½ bol. I det andra Uppåkra lika många bol." Detta visar att kungamakten före denna tid ägt stora delar av de två byarna. Än i dag finns två Uppåkra, Stora och Lilla. De har efterträtt den förhistoriska bosättningen som var belägen i området mellan dem.

## Tre högars marknad
I diskussionerna om det äldsta Lund har sedan slutet av 1500-talet figurerat en speciell årlig marknad, Tre högars marknad, som skulle ha existerat redan långt före stadens tillkomst. Denna marknad kan ha hållits i Uppåkra som idag har två högar, men även spår av en tredje på kyrkogården.